# Ratman (manga)
Ratman (ラットマン?, Rattoman) è un manga scritto e disegnato da Sekihiko Inui e pubblicato su Shonen Ace di Kadokawa Shoten da agosto 2007 a giugno 2013, raccolto infine in 12 volumi.

## Trama
La storia prende inizio nell'era dove i progressi tecnologici hanno permesso alle aziende di progettare molti tipi di eroi con un vasto interesse pubblico, facendo nascere i cosiddetti "eroi commerciali". Shuto Katsuragi a soli 15 anni ha contratto la "febbre d'eroe" e il suo grande sogno è diventare uno di loro; il suo sogno si realizza ma non nel modo in cui si aspetta. Rapito da un'organizzazione malvagia è costretto ad indossare un orologio che gli conferisce abilità sovrumane e comincia ad agire come anti-eroe con il nome di Ratman.

## Personaggi
Shuto Katsuragi (葛城 修斗?, Katsuragi Shūto) / aka Ratman (ラットマン?, Rattoman)
Mirea Mizushima (水島 ミレア?, Mizushima Mirea)
Rio Kizaki (姫崎 梨緖?, Kizaki Rio)

### Jackal Society
Crea Mizushima (水島 クレア?, Mizushima Kurea)
Jacky Combatants (戦闘員ジャッキー?, Sentōin Jakkī)
Gengo Mizushima (?, Mizushima Gengo)

### Società degli eroi
Shouichirou Kizaki (姫崎 翔一郎?, Kizaki Shoōichirō)
Saeki (佐伯?, Saeki) / aka Ankaiser
Taishi Hosokawa (細川 大志?, Hosokawa Taishi) / aka Fatman (ファットマン?, Fattoman)

### S Security
Hijiri Midou (御堂聖?, Midō Hijiri) / aka Kreios
Shiki Kazamori / aka Unchain